# Belweder w Pradze
Belweder w Pradze (czes. Letohrádek královny Anny) – pałac w Pradze, królewski pawilon letni w Ogrodach Królewskich na terenie Zamku Praskiego, wzniesiony w latach 1538–1563 dla Anny Jagiellonki. 
Zbudowany w XVI wieku na zlecenie Ferdynanda I dla swojej żony Anny Jagiellonki. Pałac został zaprojektowany przez dwójkę architektów: Paola della Stella z Genewy i Bonifacego Wohlmuta. Najbardziej charakterystyczne elementy architektury pałacu to: parter przekształcony dzięki ciągowi kolumn w loggię oraz miedziany dach przypominający przewrócony kadłub statku.

Przed pałacem znajduje się Śpiewająca Fontanna z 1568 roku.